# Herb Andaluzji

Herb Andaluzji

Herb Andaluzji, przedstawia Herkulesa, symbol siły, poskramiającego dwa lwy. Po obu stronach herosa umieszczone są dwie kolumny, symbolizujące słupy Heraklesa, które zgodnie z mitologią grecką znajdowały się po obu stronach Cieśniny Gibraltarskiej.
U dołu herbu, na tle andaluzyjskiej flagi znajduje się napis: Andalucía por sí, para España y la Humanidad (Andaluzja dla siebie, dla Hiszpanii, dla ludzkości). U góry, także na tle barw prowincji umieszczono napis: Dominator Hercules Fundator − Władca Herkules Założyciel.
Jako herb wspólnoty autonomicznej przyjęty został 30 grudnia 1981 roku.
Herb ten został po raz pierwszy przyjęty w 1918 przez zgromadzenie autonomiczne w  Ronda, a jego autorem był Blas Infante, który przy tworzeniu tego herbu wzorował się na herbie Kadyksu.